# Bechstedtstraß
Bechstedtstraß es un municipio situado en el distrito de Weimarer Land, en el estado federado de Turingia (Alemania), a una altitud de 330 metros. Su población a finales de 2016 era de unos 250 habitantes y su densidad poblacional, 45 hab/km².
Se encuentra ubicado cerca de las ciudades de Jena, Weimar y Erfurt —la capital del estado—.